# Nicolas Giacopetti
Nicolas Giacopetti (Ciudad de San Marino, 5 de junio de 2006) es un futbolista sanmarinense que juega en la demarcación de delantero para el San Marino Academy del Campeonato Sanmarinense de fútbol.

## Selección nacional
Tras jugar en las categorías inferiores de la selección, finalmente el 5 de septiembre de 2024 hizo su debut con la selección de San Marino en un partido de la Liga de Naciones de la UEFA 2024-25 contra Liechtenstein que finalizó con un resultado de 1-0 a favor del combinado sanmarinense tras el gol de Nicko Sensoli.

## Clubes
| Club               | País       | Año   | Partidos | Goles |
| ------------------ | ---------- | ----- | -------- | ----- |
| San Marino Academy | San Marino | 2024- | 35       | 10    |